# 有村弥希子
有村 弥希子（ありむら みきこ）は、劇団四季所属のミュージカル俳優である。鹿児島県鹿児島市出身。

## 人物・略歴
鹿児島県立松陽高等学校卒業後、2008年4月劇団四季研究所に入所した。2008年、「夢から醒めた夢」で初舞台を踏む。「春のめざめ」では、テーアを演じている。

## 出演作品
- 夢から醒めた夢（アンサンブル）
- 人間になりたがった猫（アンサンブル）
- 春のめざめ（テーア）
- 嵐の中の子どもたち（ビッキー）

| スタブアイコン | サブスタブ | この項目は、まだ閲覧者の調べものの参照としては役立たない、俳優（男優・女優）に関連した書きかけの項目です。この項目を加筆・訂正などしてくださる協力者を求めています（P:映画/PJ芸能人）。 |